# .fj
.fj는 피지의 인터넷 국가 코드 최상위 도메인이다. 남태평양대학교에 의해 관리된다.

## 2차 도메인
웹사이트가 등록될 수 있는 2차 도메인은 다음과 같다.
- ac.fj, 모든 종류의 학술(교육) 기관용으로 예약됨(초등 및 중등 학교 제외)
- biz.fj, 제한 없음(기업용)
- com.fj, 제한 없음(상업 단체용)
- gov.fj, 피지 정부 부서용으로 예약됨
- info.fj, 제한 없음(정보 제공 웹사이트용)
- mil.fj, 피지공화국군용으로 예약됨
- name.fj, 제한 없음(개인용)
- net.fj, 제한 없음(네트워크 공급자/운영자를 위한 것)
- org.fj, 제한 없음(조직, 특히 비영리 단체용)
- pro.fj, 제한 없음(인증된 전문가용)
- school.fj, 초등 및 중등 학교용으로 예약됨